# بیماری صبح دوشنبه

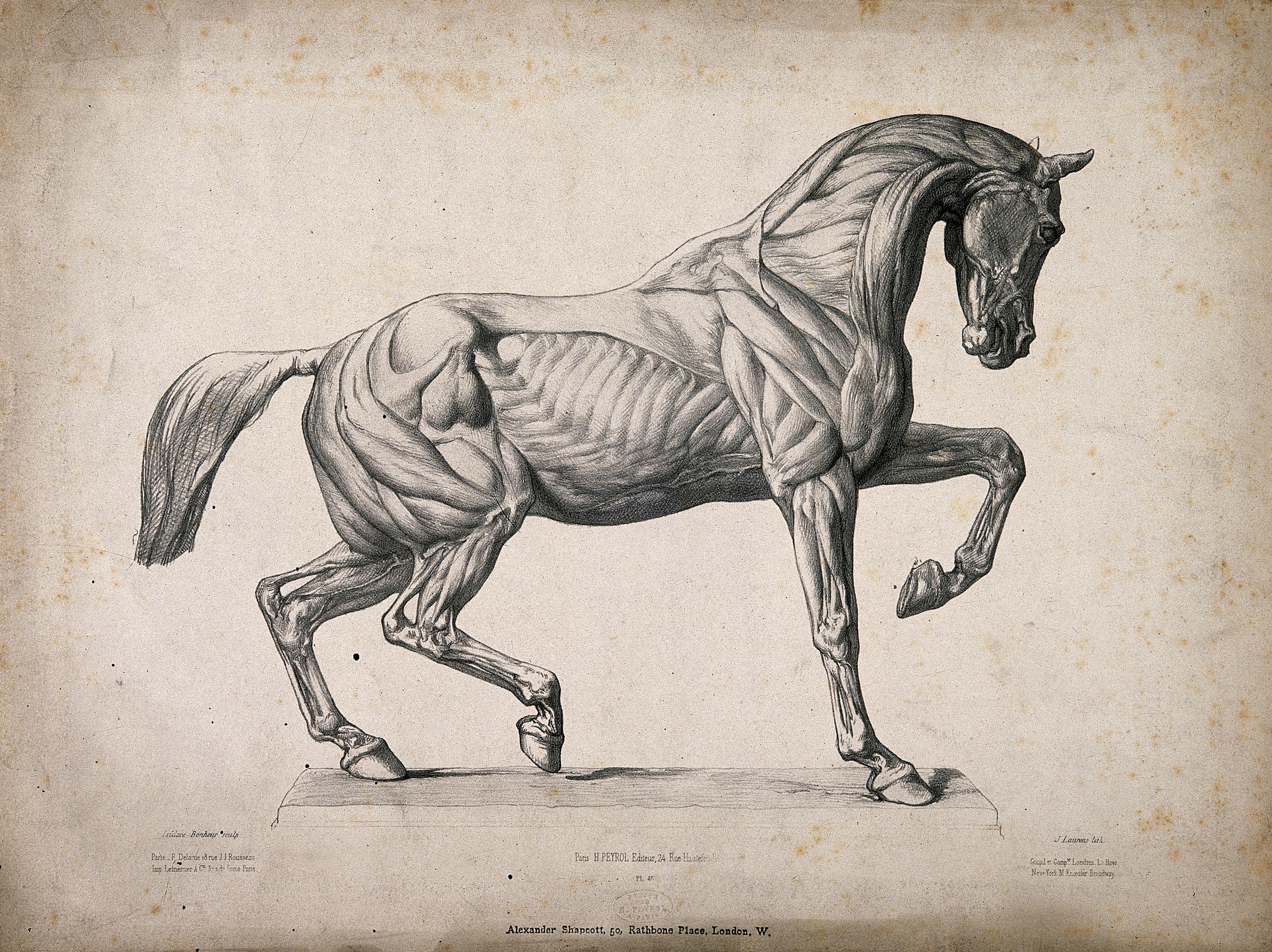
بیماری صبح دوشنبه

بیماری صبح دوشنبه یا ازتوریا یا Equine Exertional Rhabdomyolysis سندرمی در اسب است که باعث آسیب بافت ماهیچه می‌شود که پس از تغذیهٔ زیادی با کربوهیدرات‌ها رخ می‌دهد که البته داری زمینه ژنتیکی نیز می‌باشد معمولاً بدنبال تمرین و فعالیت عضلانی تجزیه مولکول عضلانی (میوگلوبین) رخ می‌دهد.

## عوامل ایجاد کننده
غیر از نقش احتمالی بالایی که زمینه ارثی در مورد این بیماری دارد می‌توان گفت که همه کیسهای درگیر، این بیماری را بدنبال فعالیت و تمرین ورزشی نشان داده‌اند ولی همیشه عوامل دیگری جز فعالیت بدنی نیز در بیماری نقش دارند که می‌توان موارد زیر را نام برد:
- تغذیه زیاد با کربوهیدراتها
- گرم نکردن اسب قبل از فعالیت زیاد
- فعالیت اسب بعد از یک مدت نسبتاً طولانی استراحت
- بالانس نبودن مواد معدنی و الکترولیت‌ها به ویژه پتاسیم
- کمبود ویتامین E و سلنیوم
- بهم ریختن تعادل هورمونهای جنسی و همچنین هورمونهای غده تیروئید در اسبهای مبتلا به هیپرتیروئیدیسم
- شرایط اب و هوای بارانی، سرد و وزش باد

بیش از همه، عاملی که مسبب بیماری صبح دوشنبه است عدم توازن بین جیره دریافتی و فعالیت بدنی است به ویژه وقتی رژیم غذایی سرشار از غلات (کربوهیدرات) دریافت می‌کند.